# Campionato bulgaro di calcio a 5 2005-2006
Il Campionato bulgaro di calcio a 5 2005-2006 è stata la quarta edizione del massimo campionato di calcio a 5 della Bulgaria, giocato nella stagione 2005/2006 con la formula del girone unico, e che ha visto la vittoria finale del Mladost Sofia, al suo primo titolo di Bulgaria.

## Classifica finale
| Pos | Squadra              | Pti | G  | V  | N | P  | GF  | GS  |
| --- | -------------------- | --- | -- | -- | - | -- | --- | --- |
| 1   | Mladost Sofia        | 54  | 18 | 18 | 0 | 0  | 130 | 58  |
| 2   | Piccadilly Varna     | 44  | 18 | 14 | 2 | 2  | 112 | 40  |
| 3   | Akademika Miks Sofia | 33  | 18 | 11 | 0 | 7  | 94  | 76  |
| 4   | MAG Varna            | 31  | 18 | 10 | 1 | 7  | 84  | 61  |
| 5   | Delfini Varna        | 30  | 18 | 10 | 0 | 8  | 62  | 61  |
| 6   | Ecoternmal Burgas    | 24  | 18 | 8  | 0 | 10 | 76  | 98  |
| 7   | Vekta Plovdiv        | 22  | 18 | 7  | 1 | 10 | 79  | 91  |
| 8   | Mirinex Russe        | 15  | 18 | 5  | 0 | 13 | 65  | 98  |
| 9   | Moni Gabrovo         | 13  | 18 | 4  | 1 | 13 | 71  | 123 |
| 10  | FK G Sofia           | 1   | 18 | 0  | 1 | 17 | 57  | 124 |